# Smaltjärnet, Dalsland
Smaltjärnet är en sjö i Dals-Eds kommun i Dalsland och ingår i Göta älvs huvudavrinningsområde. Sjöns area är 0,033 kvadratkilometer.